# Vemulawada
Vemulawada es una ciudad censal situada en el distrito de Rajanna Sircilla en el estado de Telangana (India). Su población es de 33706 habitantes (2011). 

## Demografía
Según el censo de 2011 la población de Vemulawada era de 83186 habitantes, de los cuales 16793 eran hombres y 16913 eran mujeres. Vemulawada tiene una tasa media de alfabetización del 73,49%, superior a la media estatal del 67,02%: la alfabetización masculina es del 82,49%, y la alfabetización femenina del 64,58%. 